# Rocky V
Rocky V – piąta część filmowej serii o bokserze Rockym Balboa, w której zagrali profesjonalni bokserzy. Tommy Morrison zagrał Tommy’ego Gunna, a Mike Williams zagrał Uniona Cane’a. Slogan reklamowy tej części brzmiał Go For It! (pol. Zdobądź to!). Zdjęcia kręcono w Filadelfii i Los Angeles.
Film był nominowany w siedmiu kategoriach do antynagrody Złotej Maliny.

## Fabuła
Po powrocie do kraju, Rocky dostaje ofertę walki z Unionem Cane’em. W walce z Ivanem Drago poważnie uszkodził mózg, i musi skończyć bokserską karierę. Dowiaduje się także, że został bankrutem z powodu machlojek księgowego. Wraz z rodziną przeprowadza się do biednej dzielnicy, gdzie kiedyś mieszkał. Zatrudnia się w klubie Mickeya. Postanawia trenować dobrze zapowiadającego się boksera, Tommy’ego Gunna. Poświęca mu więcej czasu niż rodzinie. Tommy szybko pokonuje na ringu swoich rywali. Chce walczyć o mistrzostwo świata i coraz bardziej odwraca się od Rockye'go...

## Postacie drugoplanowe
- George Washington Duke – Richard Gant. Jego pierwowzorem był Don King.
- Union Cane – Mike Williams (profesjonalny bokser). Został mistrzem świata wagi ciężkiej po zakończeniu kariery przez Rocky’ego po walce z Ivanem Drago. Jego promotorem był George Washington Duke. Proponował on walkę Rocky’emu z Unionem w Tokio. Union został mistrzem świata, gdyż był pretendentem nr 1 do tytułu, gdy Rocky kończył karierę. Tommy Gunn zdobywa mistrzostwo świata w walce z Unionem, nokautując go już w pierwszej rundzie.

## Ścieżka dźwiękowa
| #   | Wykonawca                    | Utwór                             |
| --- | ---------------------------- | --------------------------------- |
| 1.  | MC Hammer                    | „That's What I Said”              |
| 2.  | Joey B. Ellis                | „All You Gotta Do Is Sing”        |
| 3.  | MC Tab                       | „No Competition”                  |
| 4.  | Joey B. Ellis & Tynetta Hare | „Go For It!”                      |
| 5.  | The 7A3                      | „Take You Back (Home Sweet Home)” |
| 6.  | Elton John                   | „The Measure Of A Man”            |
| 7.  | Bill Conti                   | „Can't Stop The Fire”             |
| 8.  | Rob Base                     | „I Wanna Rock”                    |
| 9.  | Joey B. Ellis                | „Thought U Were The One For Me”   |
| 10. | Snap                         | „Keep It Up”                      |
| 11. | MC Hammer                    | „Feel My Power”                   |